# (192642) 1999 RD32
(192642) 1999 RD32 est un astéroïde Apollon, également aréocroiseur et cythérocroiseur, classé comme potentiellement dangereux. Il fut découvert par LINEAR à Socorro le 8 septembre 1999.